# Neilova parabola
Neilova parábola [néjlova ~] ali pólkubíčna parábola (oziroma pólkúbična ~ in pólkúbna ~) je v matematiki ravninska krivulja, ki jo v kartezičnem koordinatnem sistemu (x, y) določa enačba:
{\displaystyle y=\pm ax^{\frac {3}{2}},\qquad (\ a\neq 0,x\in \mathbb {R} _{+})\!\,.}
Imenuje se po škotskem matematiku Williamu Neilu (1637 - 1680), ki jo je odkril in raziskoval leta 1657.
Krivulja je določena parametrično:
{\displaystyle x=t^{2}\!\,,}
{\displaystyle y=at^{3}\!\,,}
implicitno:
{\displaystyle y^{2}-ax^{3}=0\!\,}
ali v polarnem koordinatnem sistemu (r, φ):
{\displaystyle r={\frac {\operatorname {tg} ^{2}\,\varphi \sec \varphi }{a}}\!\,.}

## Značilnosti
Neilova parabola je edina iz družine eliptičnih krivulj v Legendrovi normalni obliki:
{\displaystyle y^{2}-x(x-1)(x-\lambda )=0\!\,.}
S posebnim primerom Neilove parabole se lahko definira evoluto parabole:
{\displaystyle x={\frac {3}{4}}(2y)^{\frac {2}{3}}+{\frac {1}{2}}\!\,,}
oziroma:
{\displaystyle 3y^{2}-\left(x-{\frac {1}{2}}\right)^{3}=0\!\,.}
Za to krivuljo je:
{\displaystyle \lambda ={\frac {16x^{3}-12x^{2}-6x+1}{24x(x-1)}}\!\,.}
Katakavstika Tschirnhausove kubične krivulje, določene parametrično:
{\displaystyle x=3(t^{2}-3)\!\,,}
{\displaystyle y=t(t^{2}-3)\!\,,}
je Neilova parabola s parametričnima enačbama:
{\displaystyle x_{k}=6(t^{2}-1)\!\,,}
{\displaystyle y_{k}=4t^{3}\!\,,}
oziroma implicitno:
{\displaystyle 27y^{2}-2(x+6)^{3}=0\!\,.}
Neilova parabola je tavtohrona krivulja (izohrona krivulja). Če se po njej giblje točkasto telo v gravitacijskem polju, v enakih časovnih intervalih prepotuje enake navpične razdalje. Poleg linearne funkcije je bila prva netrivialna algebrska krivulja, ki so ji določili njeno dolžino loka:
{\displaystyle s(t)={\frac {1}{27}}\left(4+9t^{2}\right)^{\frac {3}{2}}-{\frac {8}{27}}\!\,.}
Pred tem so bile znane dolžine lokov le transcendentnih krivulj, kot sta na primer cikloida ali logaritemska spirala. Metodo rektifikacije krivulje je objavil leta 1659 Wallis in navedel Neilovo rešitev. Van Heuraet je uporabil krivuljo za splošnejšo konstrukcijo. Problem iskanja krivulje z značilnostjo izohronosti je podal leta 1687 Leibniz. Problem izohronosti je rešil tudi Huygens. Pokazal je, da polkubična parabola:
{\displaystyle ay^{2}-x^{3}=0\!\,}
reši problem.